# Pintor

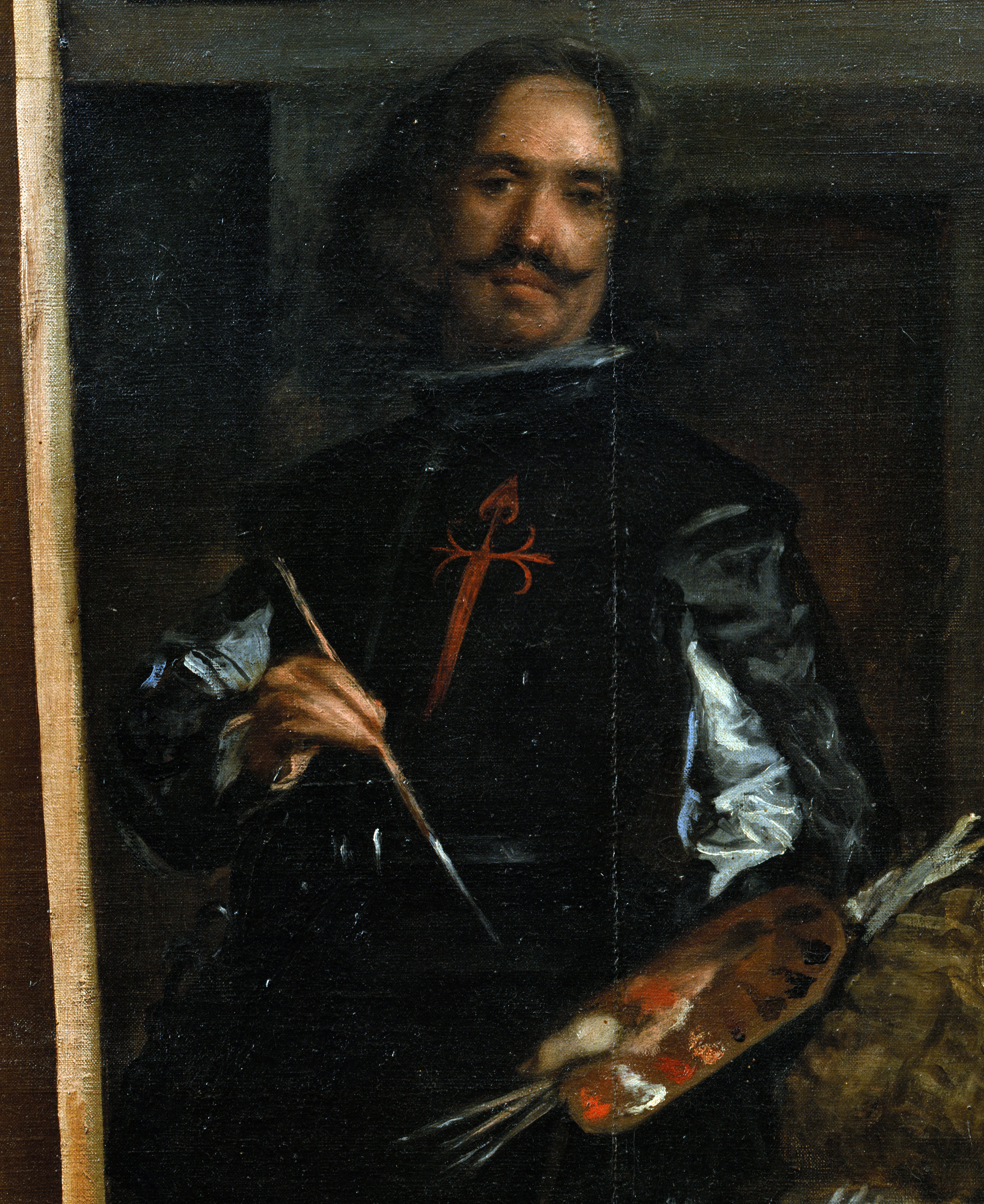
Autorretrato del pintor Diego Velázquez en Las Meninas.

Un pintor es un artista que practica el arte de la pintura, que consiste en crear cuadros y frescos, de una manera considerada artística la cual pueda comunicar algún goce estético, emociones, sentimientos, o referencias de contexto social, histórico y cultural.

## Época romana y griega
En la época romana y griega el pintor también se ocupaba de decorar las estatuas, que eran pintadas para ser lo más similar posible a la estructura real. Aparte de esta ocupación que los relevaba a un segundo plano por detrás de los escultores, era común la pintura sobre tabla (mediante la técnica del temple o la encáustica) y el mural, cuya función era, básicamente, la decoración de los hogares de las familias adineradas, siendo los más solicitados, los retratos.

## Edad Media
El pintor, considerado como artesano, se limitaba a plasmar escenas religiosas en el ábside, las bóvedas o los muros laterales. En el románico, la pintura era, sobre todo, mural, mientras que en el gótico se retomó la pintura sobre tabla para ser situada en los retablos.

## Renacimiento
Hasta el Renacimiento el pintor era sobre todo un artesano, pagado principalmente para contar los eventos a través de imágenes, ya fueran sacros o celebraciones de la iglesia o de los ciudadanos (los nobles y/o ricos de la burguesía). La práctica del retrato precisamente se afirma en el Renacimiento y continuará con éxito hasta el siglo XIX.

## Arte moderno

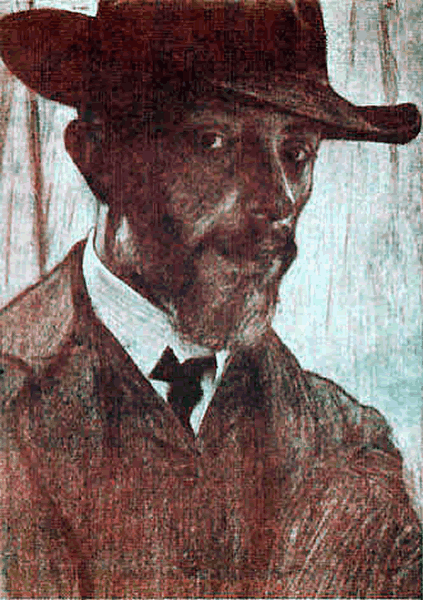
Samuel Hirszenberg (1865-1908), autorretrato del año 1907.

A partir del siglo XIX, con las nuevas técnicas fotográficas que han permitido crear retratos inmediatos y mucho más fieles, el pintor de profesión se convirtió en un fotógrafo, o se recicló como ilustrador, bocetista, o caricaturista. 
Existe una convicción muy difundida que sugiere que muchos pintores «artistas» pintan en realidad por dinero y por este motivo no son verdaderos artistas: la realidad es que aunque los clientes impongan el tema, las obras siempre deben considerarse como creaciones autónomas. El pintor que pinta por dinero no puede ser considerado como un mero artesano, porque no obstante el tema impuesto, sigue dependiendo de su individual «caligrafía» (comprendida en sentido pictórico), que complementa al realizar e imponer una «firma» de su puño (reconocimiento) al final de su trabajo, cosa que no suele hacer el artesano. Por lo tanto el pintor que pinta en comisión, debe ser considerado a todos los efectos como un artista, como un profesional del arte.